# المعهد الدولي للتعليم العالي
المعهد الدولي للتعليم العالي هو مؤسسة تمنح درجة خاصة للتعليم العالي في مجالات الإدارة والعلوم والتكنولوجيا، كما يقدم المعهد حاليًا برامج دراسية في علوم الإدارة والهندسة ونظم المعلومات الحاسوبية.
تأسس المعهد الدولي للتعليم العالي في عام 1988، ويقع في مدينة الرباط بالمغرب.

## الأهداف
تهدف الدراسة في المعهد الدولي للتعليم العالي ليس فقط إلى اكتساب المهارات المهنية والمهارات التشغيلية في مجالات معينة ولكن أيضًا في الأساليب التي تمكن الطلاب من أن يصبحوا متعلمين مدى الحياة. كما يسعى المعهد أيضًا إلى تطوير التفكير النقدي اللازم لتطبيق المهارات المكتسبة بشكل مسؤول في بيئات جديدة ومواجهة التحديات الجديدة. يتم تطوير قدرات حل المشكلات من خلال فهم عميق للأسس النظرية واكتساب خبرة عملية واسعة. يسعى المعهد إلى تعزيز الإبداع وريادة الأعمال باعتبارهما عنصرين أساسيين للمساهمة في التنمية الاجتماعية. ويساهم طلاب وأعضاء هيئة التدريس في المعهد الدولي للتعليم العالي الذين ينتمون إلى دول مختلفة حول العالم، في خلق بيئة تُشجع على تنوع وجهات النظر والشعور بالتسامح مع الآخر.

## التخصصات الأكاديمية
يقدم المعهد الدولي للتعليم العالي برامج أكاديمية مدتها خمس سنوات في مجالين أكاديميين للتخصص:

### كلية الهندسة
وتضم الأقسام الآنية:
- الهندسة الصناعية
- هندسة البرمجيات والشبكات
- الهندسة المدنية

### كلية إدارة الأعمال
وتضم الأقسام الآتية:
- العلوم الإدارية: والتي تضم تخصصات في العلوم المالية أو التسويق أو نظم المعلومات الإدارية التسويق والاتصال.

## الحرم الجامعي
يقع الحرم الجامعي للمعهد الدولي للتعليم العالي في واحدة من المناطق السكنية الرئيسية في العاصمة المغربية الرباط، ويحتل مساحة 12000 متر مربع، والتي تصل المساحة المبنية منها إلى ما يزيد عن 7000 متر مربع على هيئة مباني مكونة من ثلاثة طوابق.

## اتفاقيات الشراكة
يمكن لطلاب وخريجي المعهد الدولي للتعليم العالي الراغبين في متابعة دراساتهم الجامعية أو الدراسات العليا في الولايات المتحدة الأمريكية الاستفادة من اتفاقية الشراكة العامة الموقعة بين المعهد الدولي للتعليم العالي واتحاد تكساس الدولي للتعليم. هُناك العديد من اتفاقيات التعاون التي وقعها المعهد مع عدد من المعاهد والجامعات العالمية ومن أهمها:
- جامعة أنجيلو الحكومية في سان أنجيلو
- جامعة لامار في بومونت
- جامعة ميدويسترن ستيت في ويتشيتا فولز
- جامعة برايري فيو إيه آند إم في برايري فيو
- جامعة سام هيوستن الحكومية في هانتسفيل
- جامعة ولاية تكساس في سان ماركوس
- جامعة ولاية ستيفن ف. أوستن في ناكوجدوشس
- جامعة ولاية سول روس في جبال الألب
- جامعة ولاية تارلتون في ستيفنفيل
- جامعة تكساس إيه آند إم الدولية في لاريدو
- جامعة تكساس إيه آند إم في كوليج ستيشن
- جامعة تكساس إيه آند إم في كوربوس كريستي
- جامعة تكساس إيه آند إم في كينجسفيل
- جامعة تكساس الجنوبية في هيوستن
- جامعة تكساس التقنية في لوبوك
- جامعة تكساس للمرأة في دنتون
- جامعة هيوستن في هيوستن
- جامعة هيوستن كلير ليك في هيوستن
- جامعة هيوستن - وسط المدينة في هيوستن
- جامعة شمال تكساس في دنتون
- جامعة تكساس في أرلينغتون في أرلينغتون
- جامعة تكساس في أوستن في أوستن
- جامعة تكساس في براونزفيل
- جامعة تكساس في دالاس
- جامعة تكساس في إل باسو
- جامعة تكساس - بان أمريكان في إدنبرة
- جامعة تكساس في حوض برميان في أوديسا
- جامعة تكساس في سان أنطونيو
- جامعة تكساس في تايلر
- مركز العلوم الصحية بجامعة تكساس في سان أنطونيو
- جامعة غرب تكساس إيه آند إم في كانيون
- جامعة نيو هافن
- جامعة جنوب فلوريدا
- جامعة أوكلاهوما سيتي